# فهرست قسمت‌های لاست
گمشده یک مجموعه تلویزیونی درام آمریکایی است که توسط جی. جی. آبرامز و دیمون لیندلوف برای ای‌بی‌سی ساخته شده است. آبرامز اپیزود آزمایشی را کارگردانی کرد که بر اساس فیلمنامه‌ای اصلی به نام هیچ جا نوشته جفری لیبر بود. شش فصل از این نمایش پخش شد، علاوه بر نمایش های کلیپ متعددی برای بازخوانی قسمت های قبلی.

## نمای کلی سریال
| فصل | قسمت‌ها | قسمت‌ها | تاریخ اصلی روی آنتن رفتن | تاریخ اصلی روی آنتن رفتن | Avg. viewers (millions) | Rank |
| فصل | قسمت‌ها | قسمت‌ها | اولین بار                | آخرین بار                | Avg. viewers (millions) | Rank |
| --- | ------ | ------ | ------------------------ | ------------------------ | ----------------------- | ---- |
| ۱   | ۲۵     | ۲۵     | ۲۲ سپتامبر ۲۰۰۴          | ۲۵ مه ۲۰۰۵               | 15.69                   | 15   |
| ۲   | ۲۴     | ۲۴     | ۲۱ سپتامبر ۲۰۰۵          | ۲۴ مه ۲۰۰۶               | 15.50                   | 15   |
| ۳   | ۲۳     | ۲۳     | ۴ اکتبر ۲۰۰۶             | ۲۳ مه ۲۰۰۷               | 17.84                   | 10   |
| ۴   | ۱۴     | ۱۴     | ۳۱ ژانویه ۲۰۰۸           | ۲۹ مه ۲۰۰۸               | 13.40                   | 17   |
| ۵   | ۱۷     | ۱۷     | ۲۱ ژانویه ۲۰۰۹           | ۱۳ مه ۲۰۰۹               | 10.94                   | 28   |
| ۶   | ۱۸     | ۱۸     | ۲ فوریه ۲۰۱۰             | ۲۳ مه ۲۰۱۰               | 10.08                   | 31   |

## قسمت‌ها

### فصل ۱
در فصل اول، سقوط هواپیمای اقیانوسیه -پرواز شماره ۸۱۵- در یک جزیره متروکه رخ می‌دهد. بازماندگان این حادثه مجبور به همکاری مشترک می‌شوند تا بتوانند در این جزیره دور افتاده زنده بمانند. این بازماندگان توسط عوامل مختلفی همچون خرس‌های قطبی، جانوری دیده نشده که در جنگل گردش می‌کند، و ساکنان بدخواه جزیره که به دیگران معروفند، تهدید می‌شوند. رویارویی با یک زن فرانسوی به نام دنیل روسو که ۱۶ سال قبل به علت غرق شدن کشتی وارد جزیره شده‌است و یافتن یک دریچه فلزی مرموز مدفون شده در زیر زمین، از دیگر رویدادهای فصل اول می‌باشد. در حالی که دو شخصیت سریال سعی می‌کنند وارد این دریچه بشوند، چهارنفر دیگر سعی می‌کنند با یک قایق (کلک) از جزیره خارج شوند.
فصل اول
| قسمت (در سریال) | قسمت (در فصل) | عنوان                                   | کارگردان       | نویسنده                                                                                                  | شخصیت‌های برجسته | روز اصلی پخش تلویزیونی | بینندگان در آمریکا (میلیون) |
| --------------- | ------------- | --------------------------------------- | -------------- | --- | --------------- | ---------------------- | --------------------------- |
| ۱               | ۱             | «آزمایشی»                               | جی. جی. آبرامز | داستان از: جفری لیبر، جی. جی. آبرامز و دیمون لیندلوف بازنویسی: جی.جی. آبرامز و دیمون لیندلوف             | جک              | ۲۲ سپتامبر ۲۰۰۴        | 18.65                       |
| ۲               | ۲             | «آزمایشی ۲»                             | جی. جی. آبرامز | داستان از: جفری لیبر، جی.جی. آبرامز و دیمون لیندلوف بازنویسی:محمد روزگار و جی.جی. آبرامز و دیمون لیندلوف | چارلی و کیت     | ۲۹ سپتامبر ۲۰۰۴        | 17.00                       |
| ۳               | ۳             | «لوح سفید»                              | جک بندر        | دیمون لیندلوف                                                                                            | کیت             | ۶ اکتبر ۲۰۰۴           | 16.54                       |
| ۴               | ۴             | «بیشه‌گردی»                              | جک بندر        | دیوید فری                                                                                                | جان             | ۱۳ اکتبر ۲۰۰۴          | 18.16                       |
| ۵               | ۵             | «خرگوش سفید»                            | کوین هوکس      | کریستین تیلور                                                                                            | جک              | ۲۰ اکتبر ۲۰۰۴          | 16.82                       |
| ۶               | ۶             | «خانه‌ای که خورشید از آن برآمد»          | مایکل زینبرگ   | خاویر گریلومارکسواچ                                                                                      | سان             | ۲۷ اکتبر ۲۰۰۴          | 16.83                       |
| ۷               | ۷             | «شب‌پره»                                 | جک بندر        | جنیفر جانسون و پال دینی                                                                                  | چارلی           | ۳ نوامبر ۲۰۰۴          | 18.73                       |
| ۸               | ۸             | «دودوزه‌باز»                             | توکر گیتس      | دیمون لیندلوف                                                                                            | ساویر           | ۱۰ نوامبر ۲۰۰۴         | 18.44                       |
| ۹               | ۹             | «انفرادی»                               | گرک یاتانس     | دیوید فری                                                                                                | سعید            | ۱۷ نوامبر ۲۰۰۴         | 17.64                       |
| ۱۰              | ۱۰            | «بزرگ‌شده با دیگری»                      | ماریتا گرابیاک | لینه‌ای. لیت                                                                                              | کلیر            | ۱ دسامبر ۲۰۰۴          | 17.15                       |
| ۱۱              | ۱۱            | «همه کابوی‌های خوب با پدرشان مشکل دارند» | استیفن ویلیامز | جاویر گریلو مارکسوآچ                                                                                     | جک              | ۸ دسامبر ۲۰۰۴          | 18.88                       |
| ۱۲              | ۱۲            | «هرچه می‌خواهد باشد»                     | جک بندر        | دیمون لیندلوف و جنیفر جانسون                                                                             | کیت             | ۵ ژانویه ۲۰۰۵          | 21.59                       |
| ۱۳              | ۱۳            | «قلب‌ها و عقل‌ها»                         | راد هولکومب    | کارلتون کیوس و جاویر گریلو مارکسوآچ                                                                      | بون             | ۱۲ ژانویه ۲۰۰۵         | 20.81                       |
| ۱۴              | ۱۴            | «مخصوص»                                 | گرگ یایتانس    | دیوید فری                                                                                                | مایکل و والت    | ۱۹ ژانویه ۲۰۰۵         | 19.69                       |
| ۱۵              | ۱۵            | «به سوی خانه»                           | کوین هوکس      | دیمون لیندلوف                                                                                            | چارلی           | ۹ فوریه ۲۰۰۵           | 19.48                       |
| ۱۶              | ۱۶            | «قانون‌شکنان»                            | جک بندر        | درو گودارد                                                                                               | ساویر           | ۱۶ فوریه ۲۰۰۵          | 17.87                       |
| ۱۷              | ۱۷            | «در ترجمه...»                           | توکر گیتس      | جاویر گریلو مارکسوآچ و لئونارد دیک                                                                       | جین             | ۲۳ فوریه ۲۰۰۵          | 19.49                       |
| ۱۸              | ۱۸            | «اعداد»                                 | دنیل اتیاس     | برنت فلچر و دیوید فری                                                                                    | هارلی           | ۲ مارس ۲۰۰۵            | 18.85                       |
| ۱۹              | ۱۹            | «امداد غیبی»                            | رابرت مندل     | کارلتون کیوس و دیمون لیندلوف                                                                             | لاک             | ۳۰ مارس ۲۰۰۵           | 17.75                       |
| ۲۰              | ۲۰            | «آسیب نرسان»                            | استفن ویلیامز  | جنت تمورو                                                                                                | جک              | ۶ آوریل ۲۰۰۵           | 17.12                       |
| ۲۱              | ۲۱            | «خیر برتر»                              | دیوید گروسمان  | لئونارد دیک                                                                                              | سعید            | ۴ مه ۲۰۰۵              | 17.20                       |
| ۲۲              | ۲۲            | «فراری بالفطره»                         | توکر گیتس      | داستان از: جاویر گریلو مارکسوآچ بازنویسی: ادوارد کیتسیز و آدام هوروویتس                                  | کیت             | ۱۱ مه ۲۰۰۵             | 17.10                       |
| ۲۳              | ۲۳            | «مهاجرت دسته جمعی (قسمت اول)»           | جک بندر        | دیمون لیندلوف و کارلتون کیوس                                                                             | گوناگون         | ۱۸ مه ۲۰۰۵             | 18.62                       |
| ۲۴–۲۵           | ۲۵–۲۴         | «مهاجرت دسته جمعی (قسمت دوم)»           | جک بندر        | دیمون لیندلوف و کارلتون کیوس                                                                             | گوناگون         | ۲۵ مه ۲۰۰۵             | 20.71                       |

### فصل ۲
در فصل دوم، بیشتر ماجرا مربوط به ۴۵ روز پس از سقوط می‌باشد. درگیری بین دیگران و نجات‌یافتگان افزایش می‌یابد. هم‌چنین بین بازماندگان بحث‌های با موضوع علم و ایمان درمی‌گیرد. در حالی که برخی از اسرار حل شده‌اند، سوالات جدید مطرح می‌شوند. شخصیت‌های جدیدی به سریال اضافه می‌شود که آن‌ها دیگر سرنشینان هواپیما بوده‌اند و در قسمت دیگر جزیره ساکن‌اند. جزئیات بیشتری از گذشته نجات یافتگان و افسانه‌های جزیره آشکار می‌شود. راز دریچه کشف می‌شود و وجود ابتکار دارماً و بانی آن آشکار می‌شود. شخصی به نام دزموند هیوم در اتاقی که آن دریچه به آن راه دارد زندگی می‌کند و باید هر ۱۰۸ دقیقه یک‌بار دکمه‌ای را فشار دهد تا از نابودی جزیره جلوگیری کند. هم‌چنین مشخص می‌شود که دلیل سقوط هواپیما، دزموند بوده‌است. همانگونه که حقیقت مرموز دربارهٔ دیگران شروع به آشکار شدن می‌کند، یکی از بازماندگان به گروه خود خیانت می‌کند.

### فصل ۳
در فصل سوم، بازماندگان سقوط هواپیما اطلاعات جدیدی در مورد دیگران کسب می‌کنند. آن‌ها از رازهای آنان مطلع می‌گردند و می‌فهمند که آنان مدت زیادی است در این جزیره زندگی می‌کنند. یکی از افراد دیگران به بازماندگان می‌پیوندد، در حالی که یکی از بازماندگان هم به گروه دیگران ملحق می‌شود. جنگی میان بازماندگان و دیگران شکل می‌گیرد و در ادامه بازماندگان موفق می‌شوند با تیم نجات تماس بگیرند.

### فصل ۴
فصل چهارم، برخورد بازماندگان با گروهی که با نیت‌های خطرناک به جزیره آمده‌اند را روایت می‌کند. در این فصل آینده‌نمایی‌هایی نشان داده می‌شود. در این آینده‌نمایی‌ها، مشخص می‌شود که شش تن از بازماندگان از جزیره فرار خواهند کرد. این شش شخص به «شش نفر اقیانوسیه» (به انگلیسی:Oceanic Six) ملقب می‌شوند.

### فصل ۵
فصل پنجم دو داستان مختلف را نشان می‌دهد. اول نشان می‌دهد که بقیه بازماندگانی که در جزیره جا مانده‌اند، به سال ۱۹۷۴ منتقل شده‌اند و عضو ابتکار دارماً شده‌اند. داستان دوم، زمان واقعی را نشان می‌دهد. زندگی شش نجات یافته‌ای که سه سال بیرون از جزیره زندگی کرده‌اند. آن‌ها تصمیم می‌گیرند تا به جزیره برگردند. هر شخص برای این بازگشت انگیزهٔ خاصی دارد. آن‌ها با پرواز خطوط هوایی آجیرا -پرواز شمارهٔ ۳۱۶- که دوباره بر روی جزیره سقوط می‌کند، به جزیره بازمی‌گردند. بعد از سه سال، هم‌اکنون در جزیره سال ۱۹۷۷ می‌باشد.

### فصل ۶
در فصل ششم دوباره داستان دو گروه روایت می‌شود. داستانی از دنیای دیگر که پرواز اوشیانیک ۸۱۵ سالم بر زمین می‌نشیند و زندگی همه با زندگی‌ای که ما تاکنون در سریال دیده‌ایم، فرق می‌کند. آن‌ها همدیگر را نمی‌شناسند. در طرف دیگر داستان حضور دوباره بازماندگان در جزیره نشان داده می‌شود. همچنین رازهای بزرگ سریال برملا می‌شود. مانند این که جیکوب کیست و غول دود مانند از کجا آمده‌است.